# Mundigak
Mundigak és un jaciment arqueològic que es troba a uns 55 km al nord-oest de la ciutat de Kandahar, al curs superior del riu Kushk-i Nakhud, a la província de Kandahar, a l'Afganistan. Durant l'edat del bronze Mundigak era el centre de la cultura d'Helmand, que tingué l'apogeu al tercer mil·lenni abans de la nostra era.

## Història

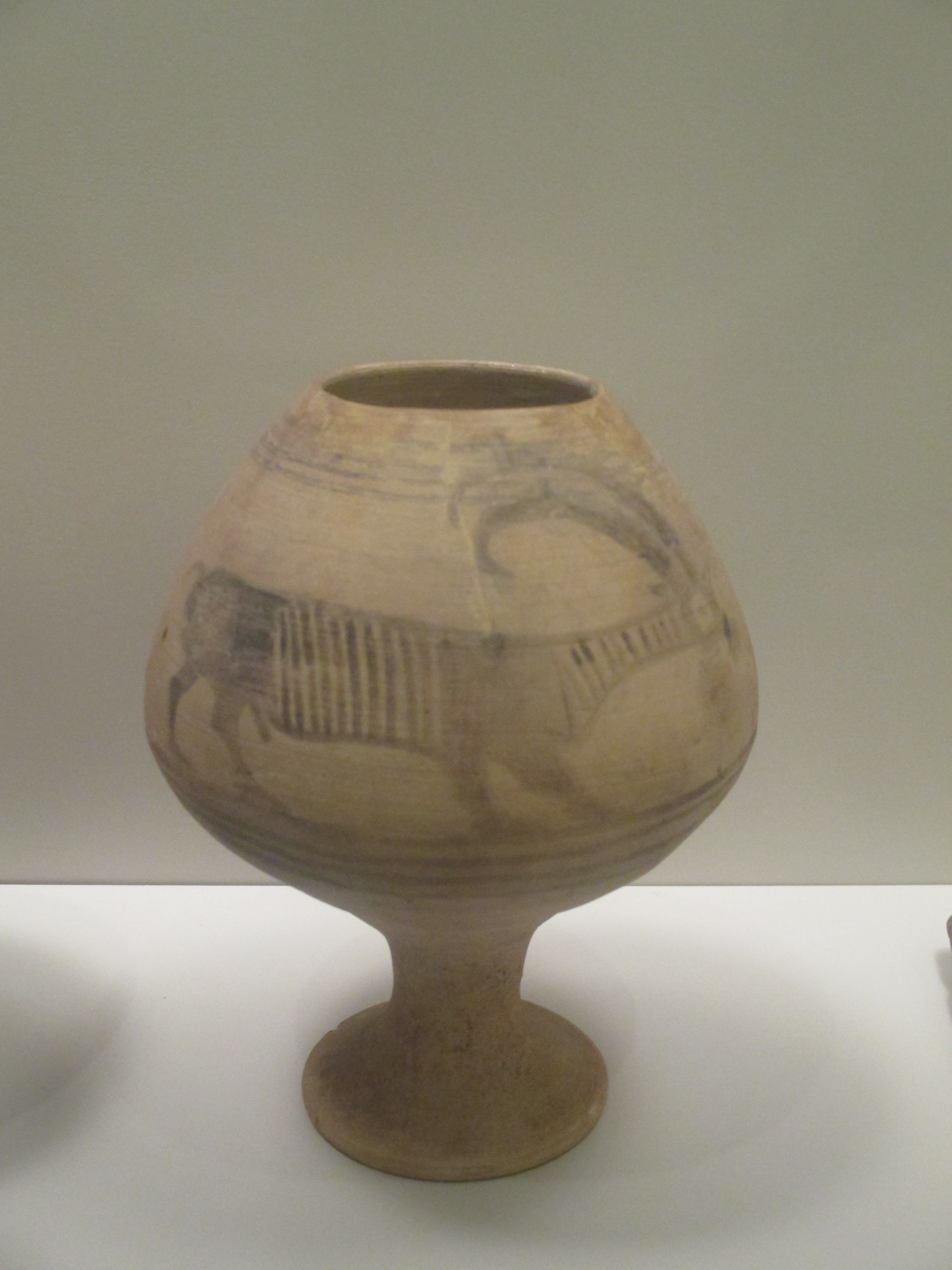
Atuell del nivell IV

Mundigak era una gran ciutat prehistòrica que va tenir un important desenvolupament cultural entre el 5é i el 2n mil·lenni ae, i es convertí en el centre principal de la cultura d'Helmand desenvolupada sobretot a la seua província.
La ceràmica i altres utensilis posteriors al tercer mil·lenni, l'època de major esplendor, ens mostren que hi hagué interacció amb Turkmenistan, Balutxistan i ciutats de la vall de l'Indus.(1)
Mundigak l'excavà l'any 1950 el francés Jean Marie Casal i al principi era un monticle de 9 m d'alt.
Ocupa una àrea de 21 hectàrees i fou la segona ciutat més gran de la civilització Helmand després de Xahr-i Sokhta, que el 2400 ae ocupava 60 hectàrees.
Al voltant del 2200 ae totes dues ciutats començaren a decaure, amb una dràstica reducció de la seua zona d'influència i l'abandó gradual de les ciutats.

### Relacions amb la Vall de l'Indus
Part del material trobat a Mundigak, com ara ceràmica, o figures de serps o toros, mostra que mantingué relacions amb ciutats de la vall de l'Indus. Aquests objectes tenen moltes semblances, per exemple, amb altres trobats en les capes més antigues del jaciment de la ciutat de Kot Diji.

## Arquitectura

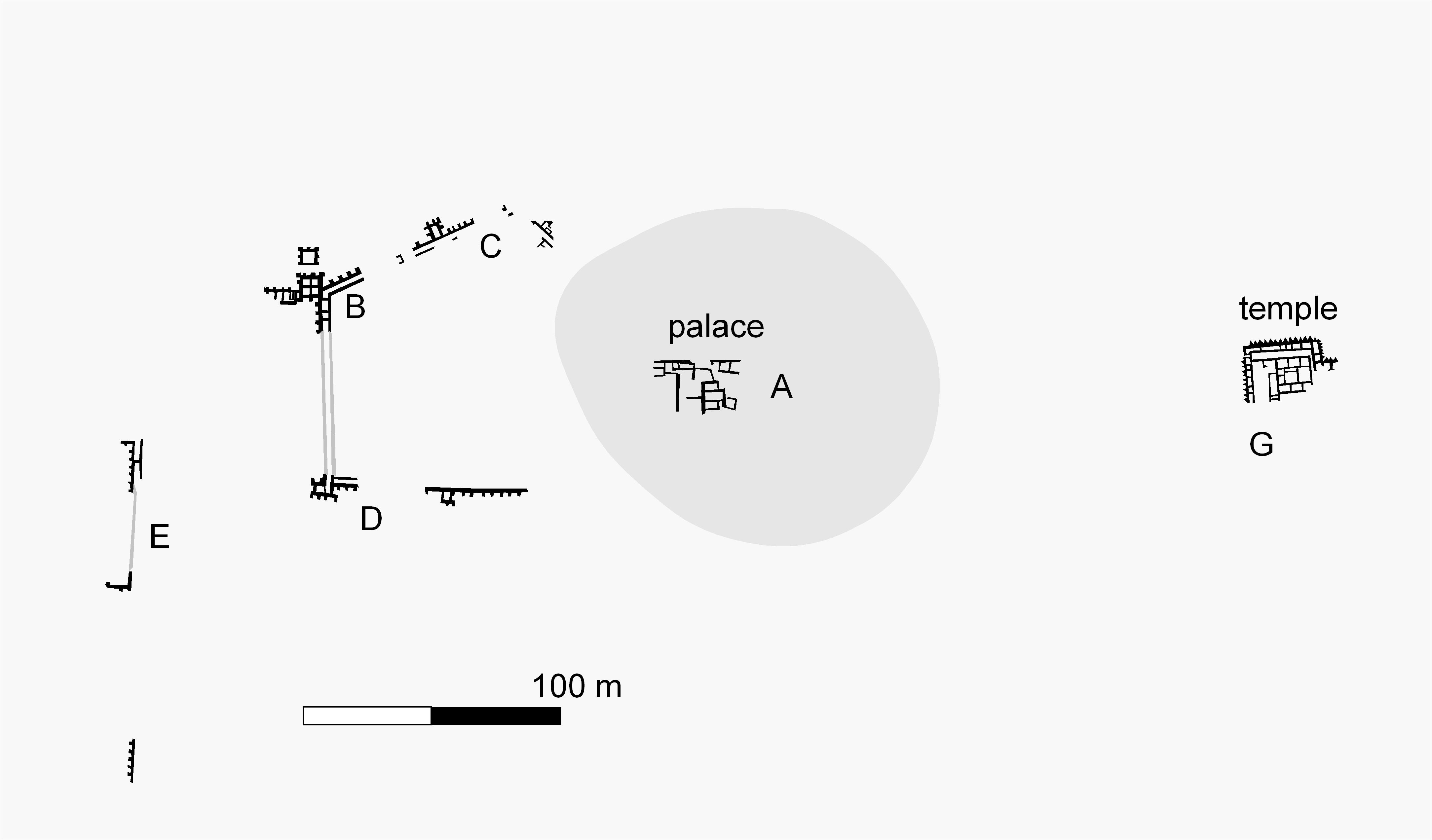
Restes de la ciutat al nivell IV.1

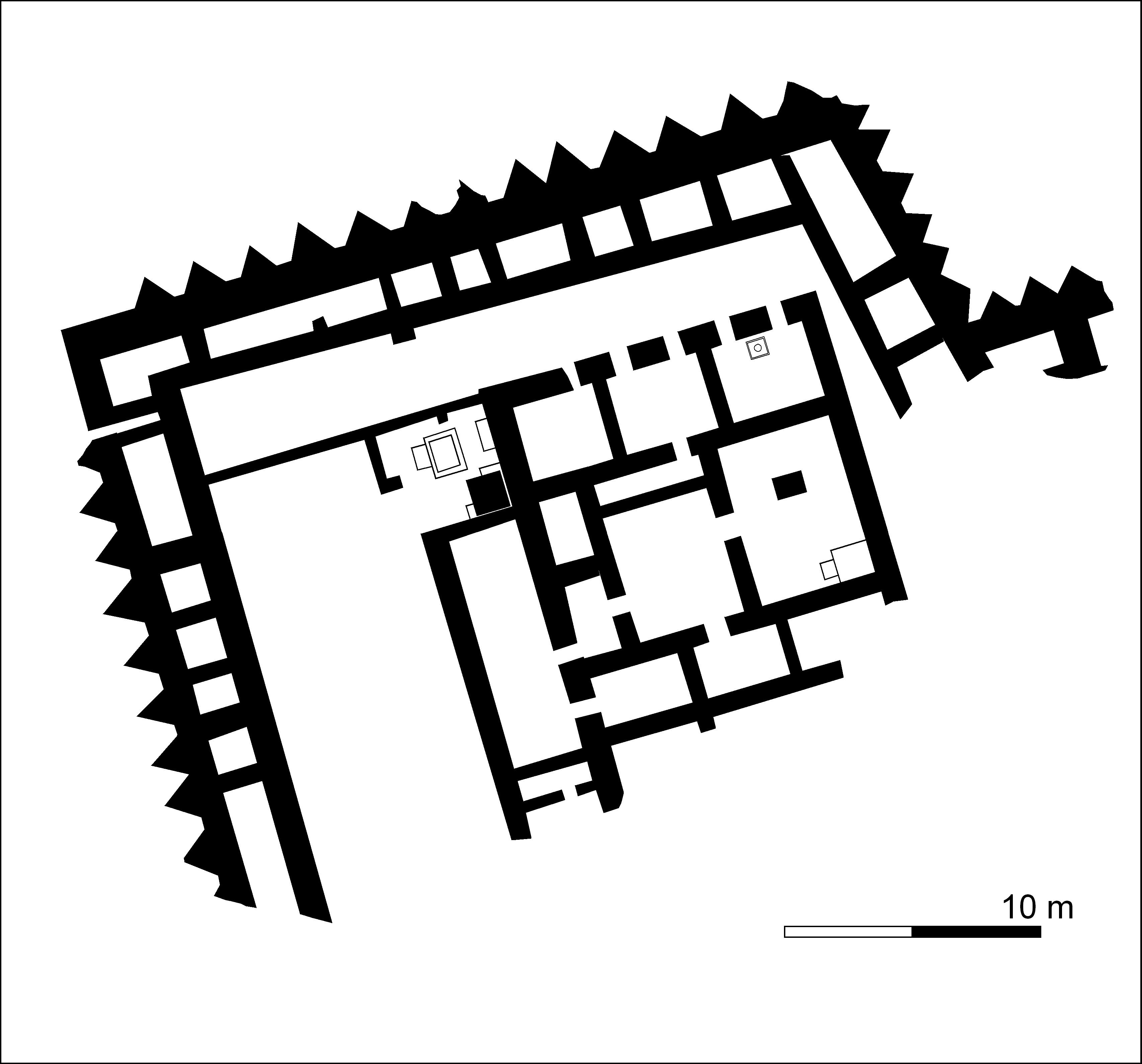
Plànol del temple

En un dels monticles es trobaren les restes d'un palau i en un altre les d'un gran temple, cosa que indica mostres d'una activa vida urbana.
La cronologia n'és encara incerta: s'ha dividit en set períodes principals amb subdivisions. El període principal sembla trobar-se al nivell IV, en què es veu una època de gran reconstrucció després d'una destrucció. Tots dos, el palau i el temple, i possiblement també les muralles de la ciutat es construïren en aquest període.
En una altra capa es tornen a trobar signes de destrucció i canvis importants en la ceràmica, que denoten un període d'abandó entre els nivells IV i V seguit per un període de reconstrucció i construcció de grans estructures. En els nivells VI i VII s'observa una ocupació a petita escala. A Mundigak també hi ha restes que mostren el que ara diríem activitats religioses. Un gran edifici emblanquinat, amb pilars i una porta delimitada per una línia vermella, datat si fa no fa del 3000 abans de la nostra era, podia relacionar-se amb activitats religioses.(3)
Les primeres cases (nivell I-4) eren estretes i oblongues, amb parets de terra premsada. En el nivell I-5 hi ha cases també oblongues, però més grans, fetes amb rajola assecada al sol. Es trobaren forns per a cuinar i cisternes per a emmagatzemar aigua en nivells més recents.

## Objectes

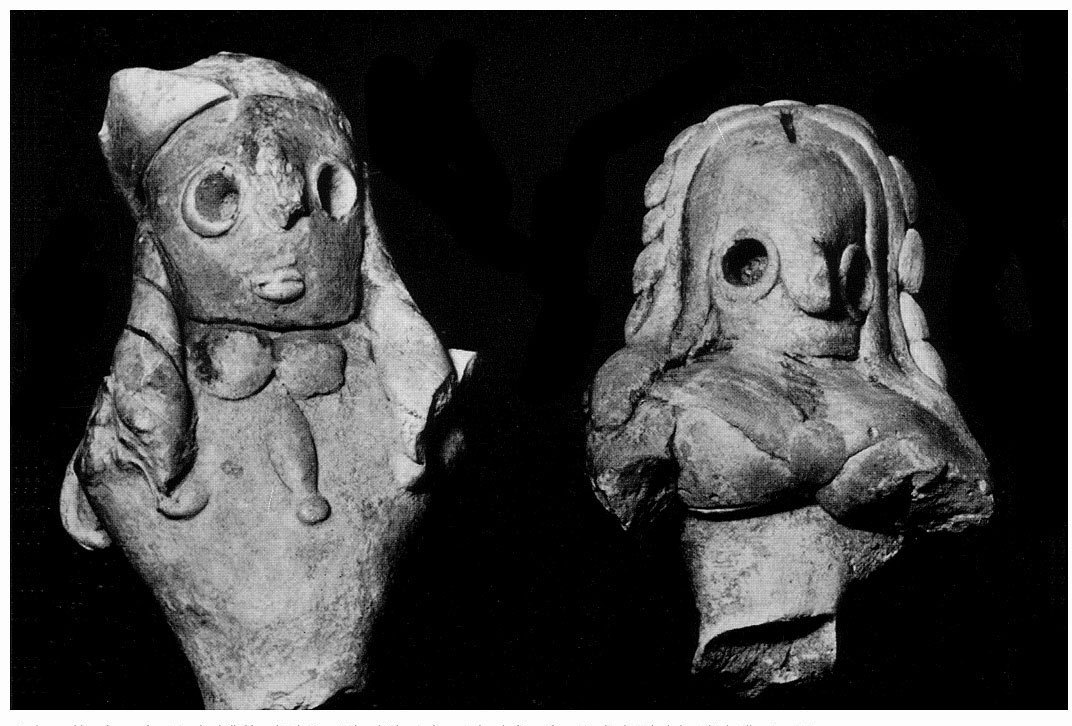
Figures de Mundigak (esquerra) i Deh Morasi Ghundai (dreta). 3r mil·lenni ae

A més de ceràmica i ceràmica pintada, a Mundigak s'han trobat figures tosques de bous, figures humanes, aixades de bronze i desguassos de terracota. La pintura de la ceràmica, a més de patrons geomètrics, reprodueix flora, com fulles de ficus religiosa i fauna amb animals com tigres.
També hi han aparegut segells de pedra, segells de coure per a estampar, grans i passadors de coure en espiral.
Les estatuetes de dones d'uns 5 cm trobades a Mundigak són semblants a les trobades al jaciment arqueològic de Deh Morasi Ghundai a l'Afganistan.(3)

### Galeria
Objectes trobats en el nivell IV:

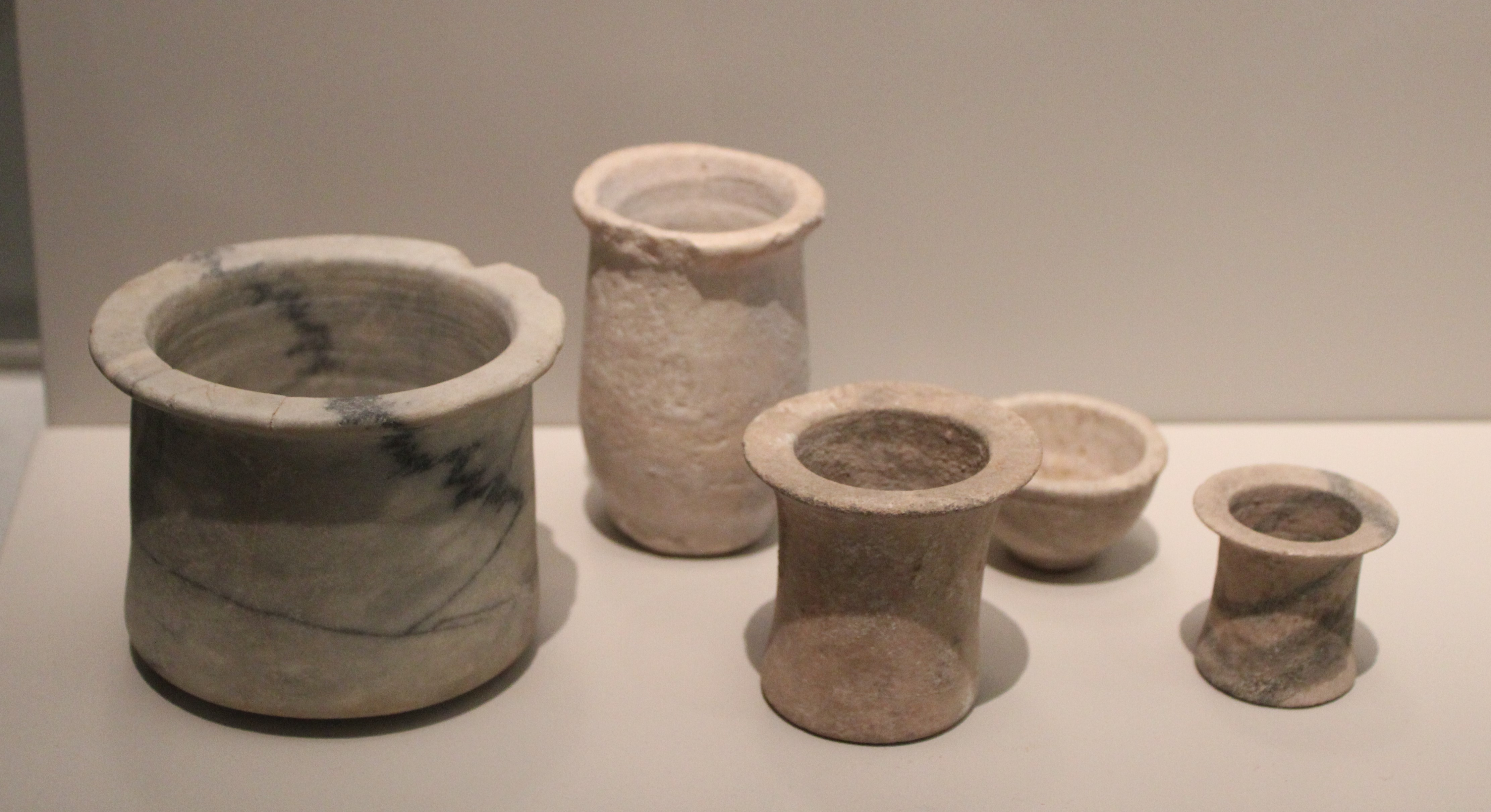
Atuells de pedra
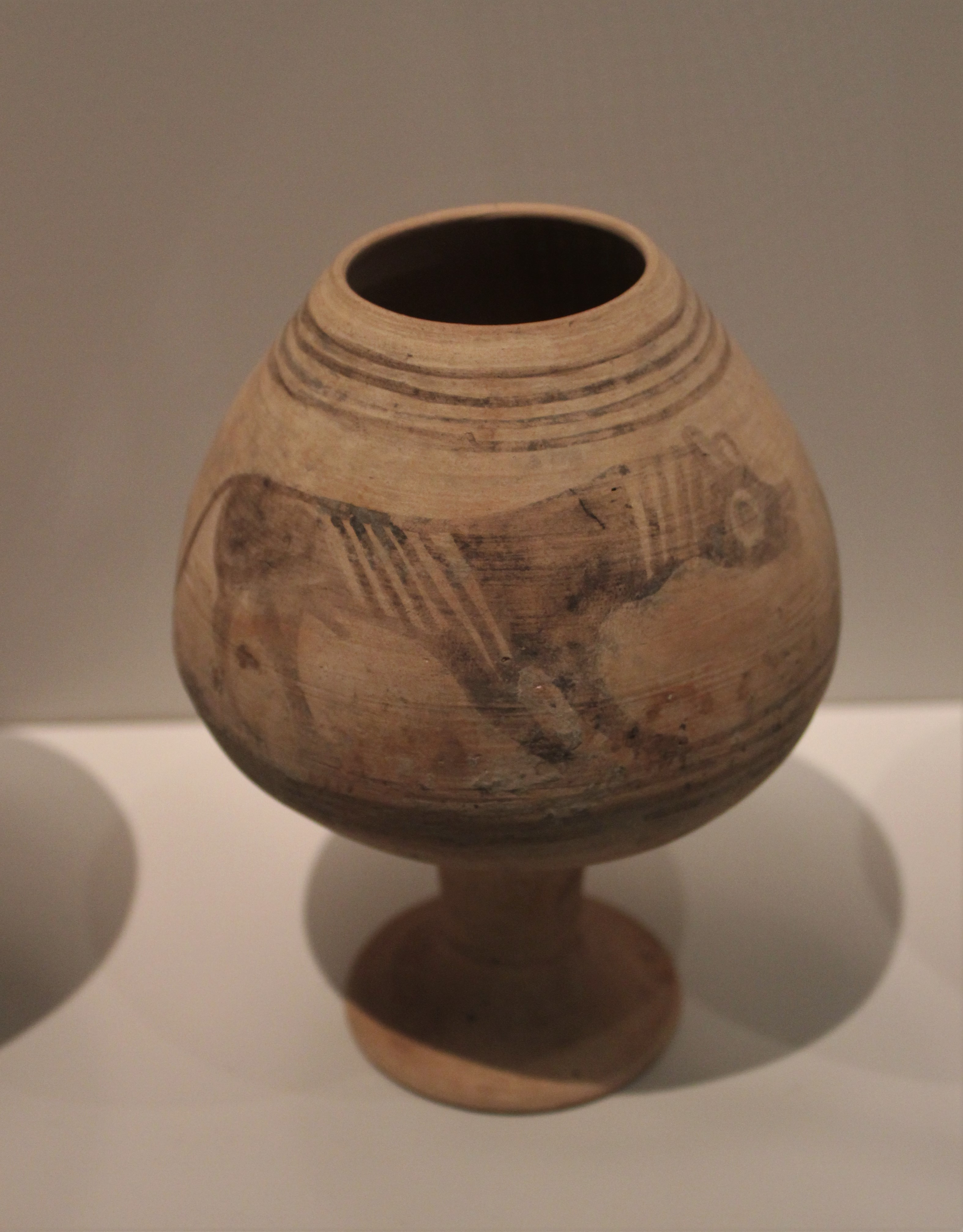
Copa
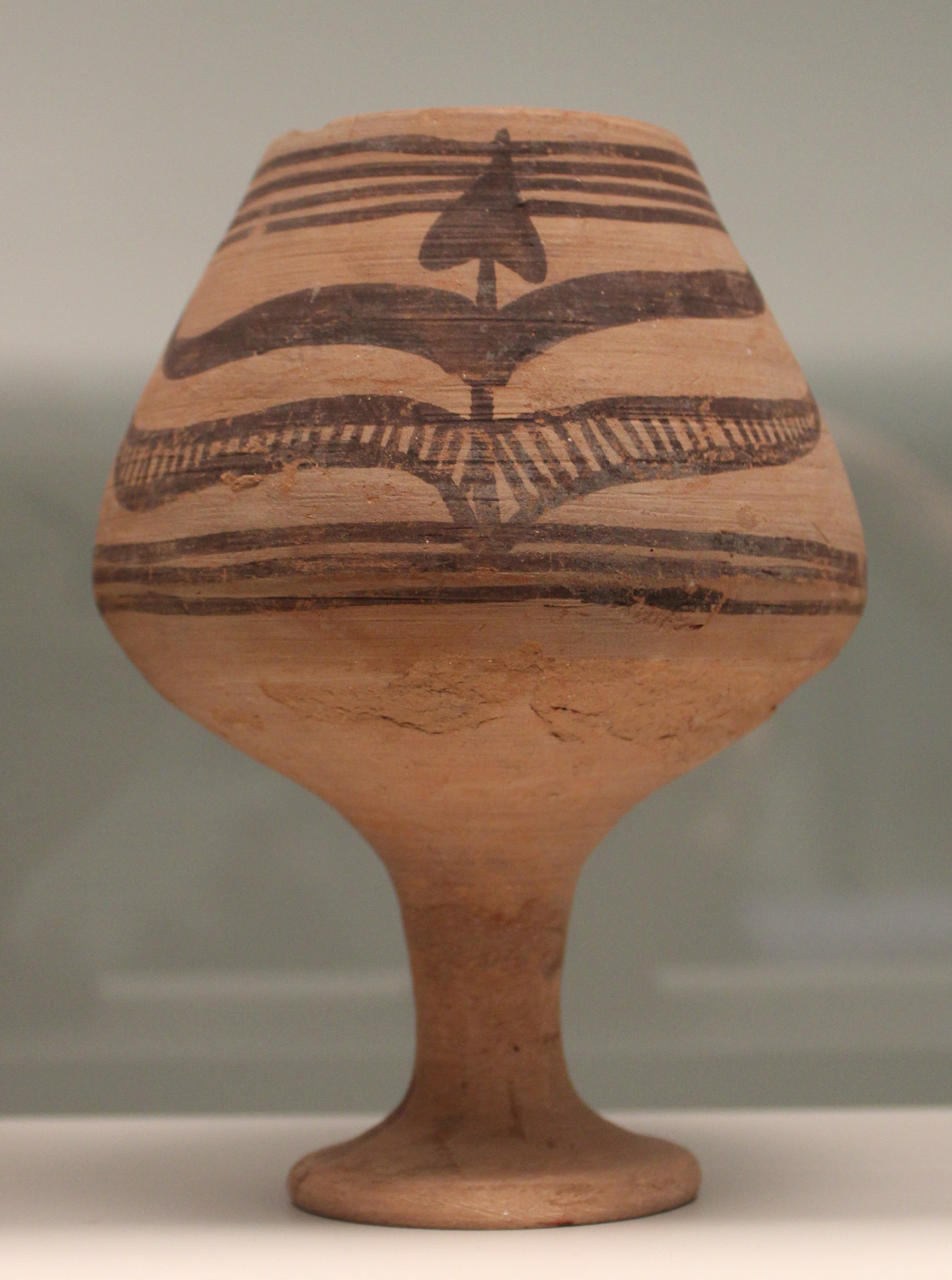
Copa
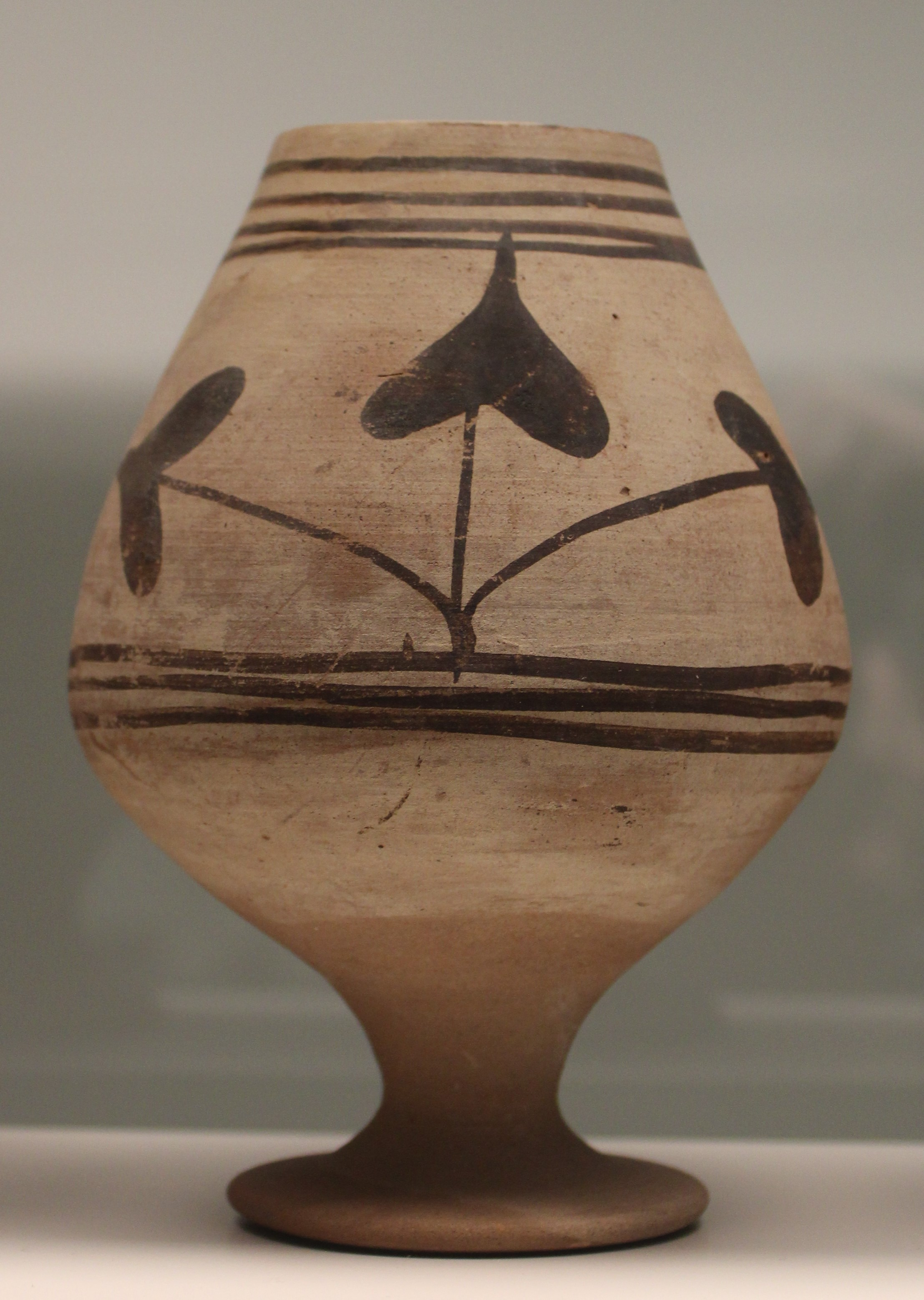
Copa
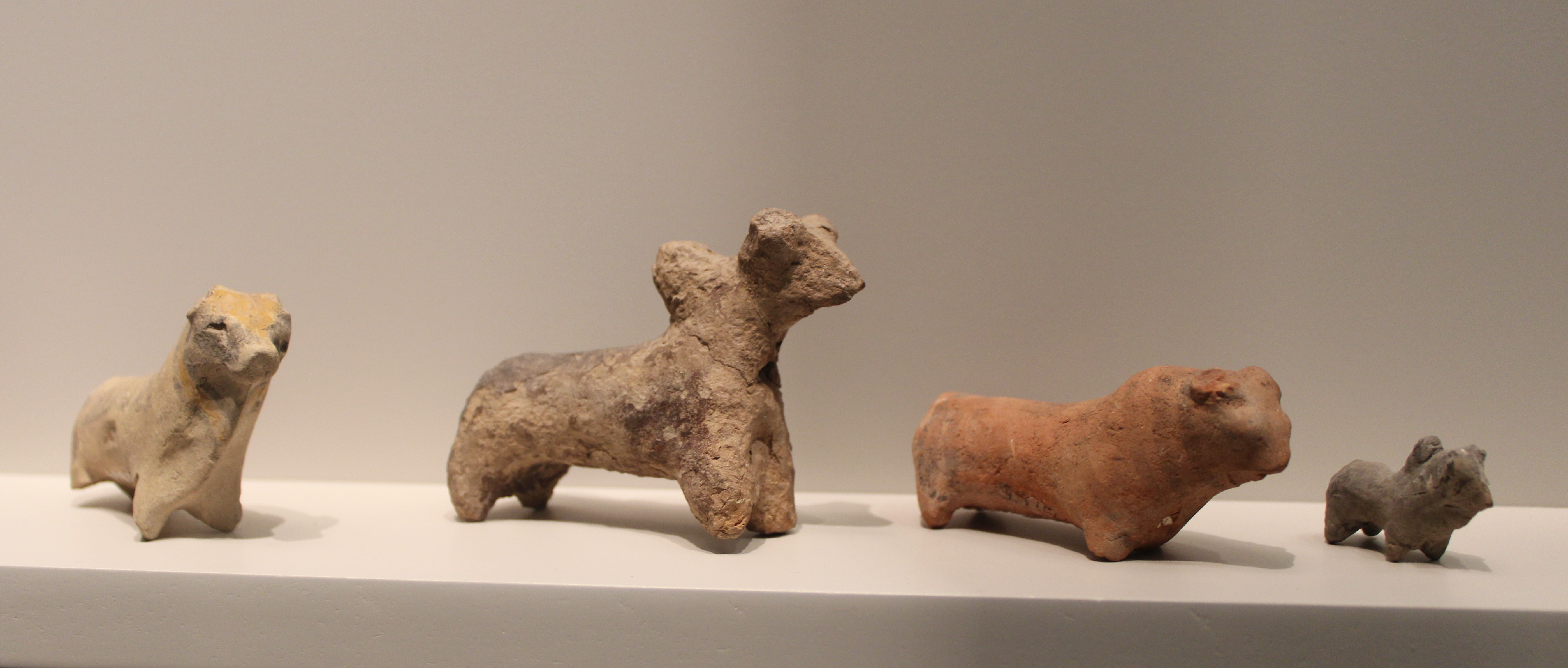
Figures d'animals
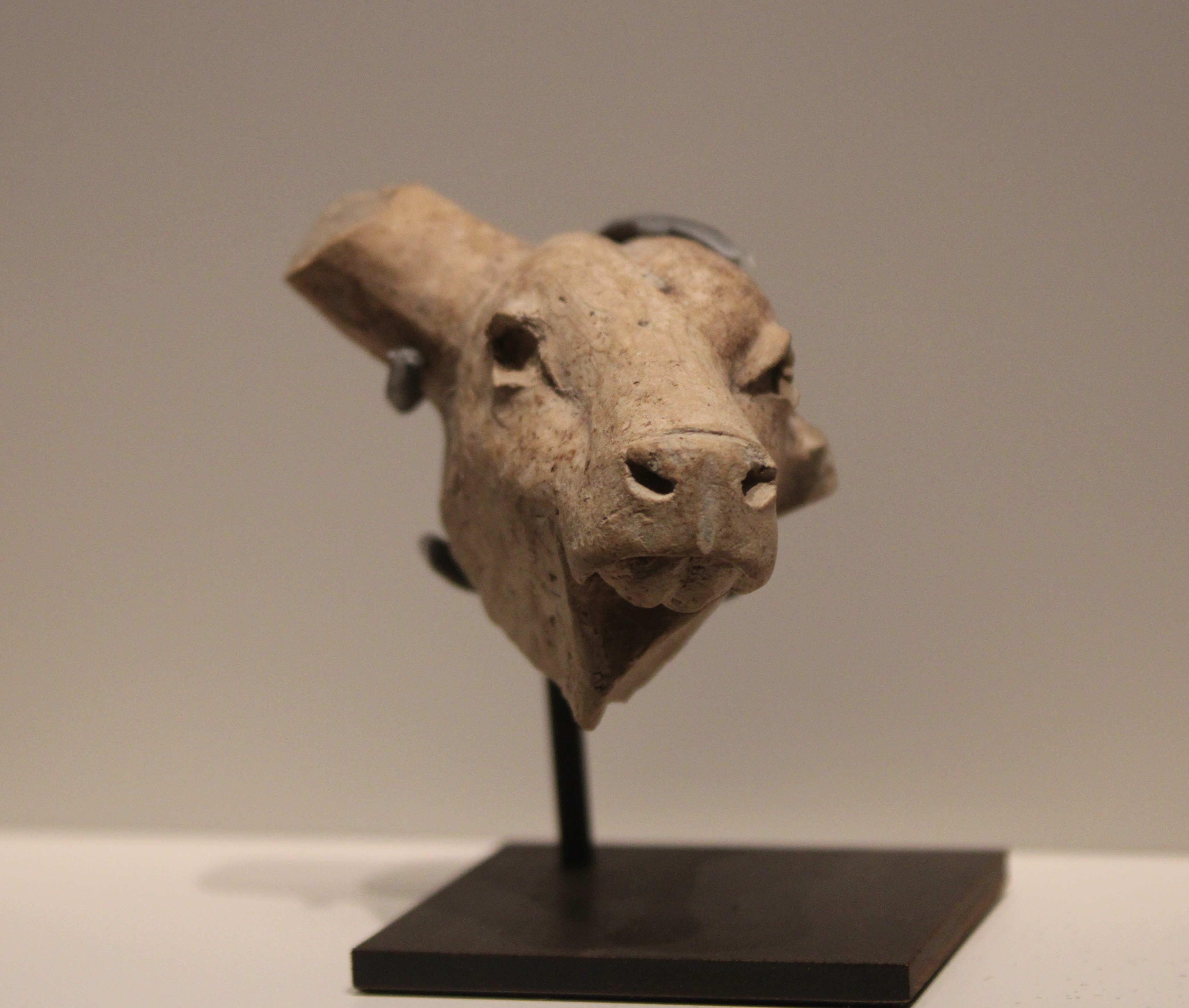
Cap de toro
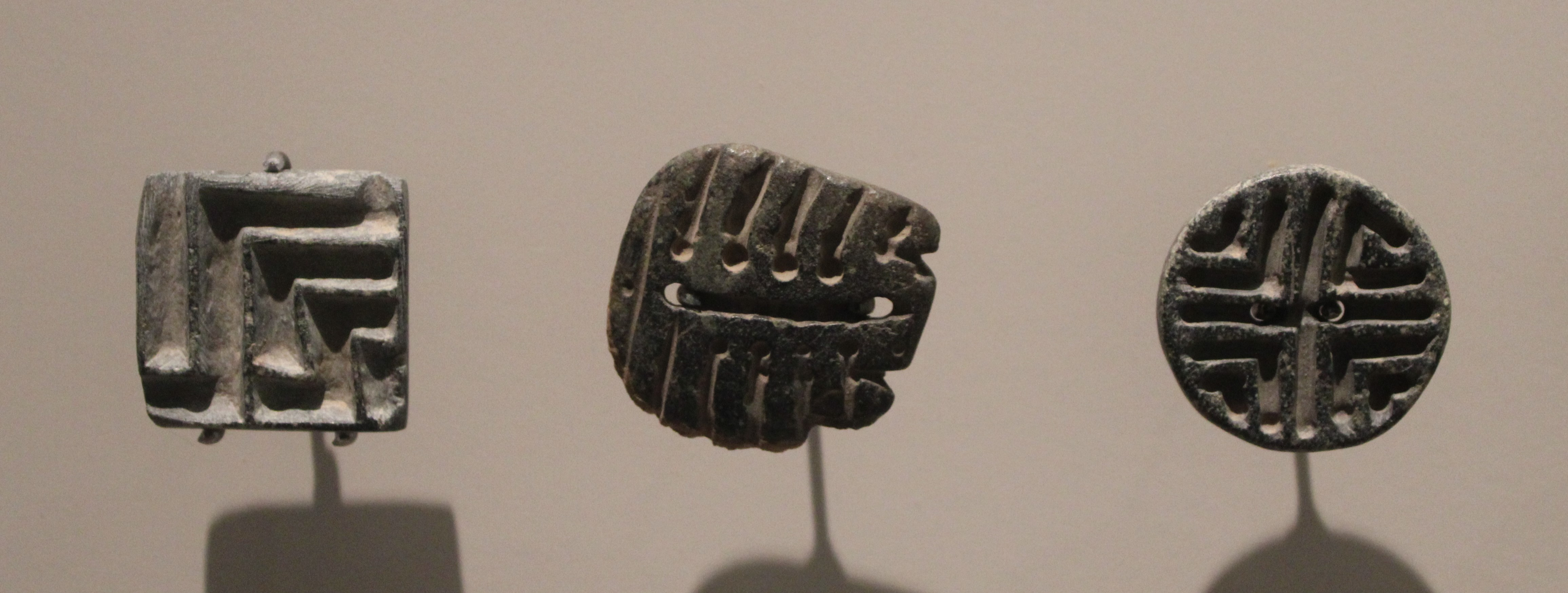
Segells